# دیوکوسه (سرده)
دیوکوسه (سرده) (نام علمی: Mitsukurina) نام یک سرده از تیره دیوکوسگان است.